# Soleymieux
Soleymieux ist eine französische Gemeinde mit 716 Einwohnern (Stand: 1. Januar 2022) im Département Loire in der Region Auvergne-Rhône-Alpes. Sie gehört zum Arrondissement Montbrison und zum Gemeindeverband Loire Forez Agglomération.

## Geografie
Soleymieux liegt etwa 28 Kilometer westnordwestlich von Saint-Étienne im Forez am Fluss Mare. Umgeben wird Soleymieux von den Nachbargemeinden Margerie-Chantagret im Norden, Saint-Georges-Haute-Ville im Nordosten, Boisset-Saint-Priest im Osten, Chenereilles im Süden sowie Saint-Jean-Soleymieux im Westen.

## Bevölkerungsentwicklung
| Jahr                       | 1962 | 1968 | 1975 | 1982 | 1990 | 1999 | 2006 | 2017 |
| -------------------------- | ---- | ---- | ---- | ---- | ---- | ---- | ---- | ---- |
| Einwohner                  | 384  | 358  | 324  | 374  | 387  | 470  | 580  | 654  |
| Quellen: Cassini und INSEE |      |      |      |      |      |      |      |      |

## Sehenswürdigkeiten
- Kirche Sainte-Anne mit Ursprüngen aus dem 14. Jahrhundert
- Wassermühle im Weiler Le Pont aus dem 19./20. Jahrhundert zum Antrieb von Maschinen zur Seidenherstellung, seit 2007 als Monument historique eingeschrieben

## Persönlichkeiten
- Joseph Sautel (1880–1955), französischer Priester, Archäologe und Schriftsteller, geboren in Soleymieux

## Weblinks

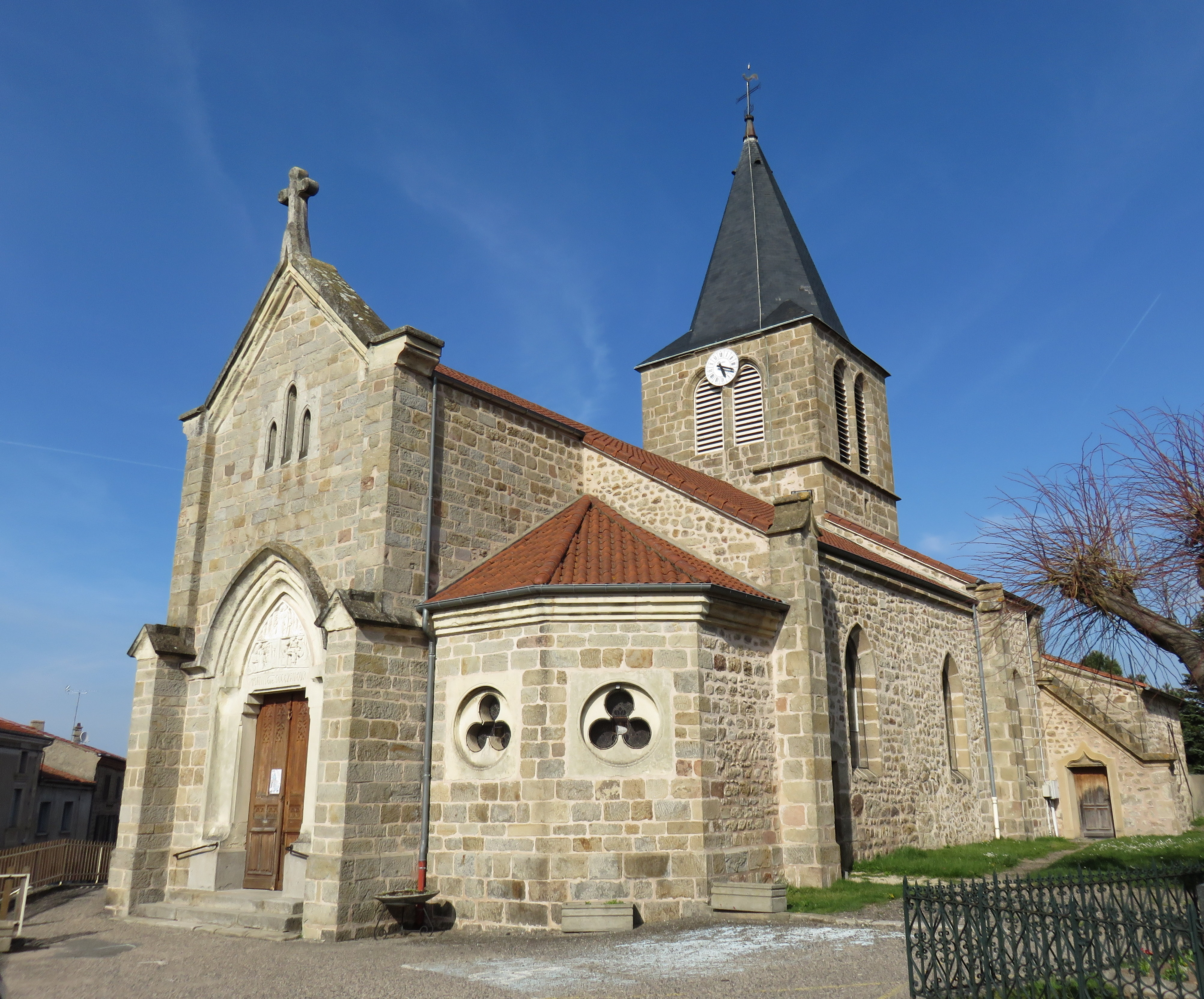
Kirche Sainte-Anne